# 正子公也
正子公也（1960年—）是一名日本插圖畫家，出生於岡山縣，並畢業於日本中央大學理工學部物理學科。1989年離開寺澤製作公司（寺沢武一），作獨立發展。1990年在漫畫雜誌《A-ha》推出首套連載作品《魯昂的道化師》。

## 經歷
- 1994年 發表第一套畫集作品《龍鬥野》。
- 1997年 發表第二套畫集作品《繪卷三國志》。
- 1999年 發表第三套畫集作品《繪卷水滸傳　梁山豪傑壹百零八》。
- 2001年 在美國發表CD-ROM《SUIKODEN-The Chinese Traditional Story》。
- 2005年 擔任電影《無極ーTHE PROMISE》（監製：陳凱歌）角色服裝設計師。
- 2005年 擔任電影《多羅羅》（監製：鹽田明彥）視覺概念設計師。
- 2006年 發表第四套畫集《百花三國志》。同時推出珍藏復刻版《繪卷水滸傳　梁山豪傑壹百零八》與及共十卷的《繪卷水滸傳》（與森下翠合作）。

## 外部連結
- 正子公也＆森下翠網站 - 繪卷水滸傳 （页面存档备份，存于）
- 正子公也 - 水滸108 （页面存档备份，存于）
- 正子公也部分作品列表